# Fürstlich Drehna
Fürstlich Drehna (lett.: «Drehna del principe») è una frazione (Ortsteil) della città tedesca di Luckau.

## Storia
Il 1º gennaio 1991 il comune di Drehna assunse la nuova denominazione di «Fürstlich Drehna».
In seguito fu aggregato alla città di Luckau.